# Джхакараму
Джхакараму, дзхакараму, ఝకారం — джха, дзха, 22-я буква слогового алфавита телугу, придыхательная звонкая постальвеолярная аффриката. В названии కారం (cāram) означает буквально «буква», «-му» — суффикс существительного, опускаемый в санскрите, но обязательный в телугу. Надстрочный контактный диакритический знак (надстрочная часть буквы) в виде «✓»  называется талакатту и обозначает короткий гласный «а» (аналогично క, గ — «ка», «га» или ఝి, ఝు — «джи», «джу» (в последнем случае талакатта сохраняется, но не произносится)). Подстрочный знак обозначает придыхание (ఒత్తు) и называется జడ (jada), ఒత్తు (ottu) или వొత్తు (vottu). В английском знак называют вертикальным мазком или чертой (vertical stroke). В букве ఝ знак аспирации ставится для усиления отличия от похожей буквы య.
Акшара-санкхья — 9 (девять). 
Символ юникода — U+0C1D

## Гунинтам
Джха — ఝ ఝా. Джхи — ఝి ఝీ. Джху — ఝు ఝూ. Джхе — ఝె ఝే. Джхай — ఝై. Джхо — ఝొ ఝో. Джхау — ఝౌ.